# レオン・クラーク
レオン・クラーク（1985年2月10日 - ）は、イングランドの元サッカー選手。現役時代のポジションはFW。

## 経歴
ウルヴァーハンプトン・ワンダラーズFCの下部組織出身で、2003年9月23日にプロデビュー。
2007年1月15日、シェフィールド・ウェンズデイFCに移籍した。
2010年5月2日、クイーンズ・パーク・レンジャーズFCと2年契約を結んだ。
2012年1月1日、チャールトン・アスレティックFCにポール・ベンソンとのトレードで移籍した。夏にはチェルトナム・タウンFCとオールダム・アスレティックFCのオファーを断っていたが、9月にスカンソープ・ユナイテッドFCに期限付き移籍した。
2014年1月30日、フットボールリーグ1に沈む、古巣のウルブスに復帰した。
2016年7月27日、かつての古巣ウェンズデイ最大のライバルであるシェフィールド・ユナイテッドFCと3年契約を結んだ。
2020年9月25日、シュルーズベリー・タウンFCに1年契約で移籍した。
2021年8月31日、ブリストル・ローヴァーズFCに1年契約で移籍した。